# 贾格迪斯赫普尔
贾格迪斯赫普尔（Jagdishpur），是印度比哈尔邦Bhojpur县的一个城镇。总人口28071（2001年）。

## 人口
该地2001年总人口28071人，其中男性14587人，女性13484人；0—6岁人口5156人，其中男2644人，女2512人；识字率50.29%，其中男性为60.18%，女性为39.60%。